# Pseudonomoneura calderwoodi
Pseudonomoneura calderwoodi är en tvåvingeart som beskrevs av Fitzgerald och Boris C. Kondratieff 1997. Pseudonomoneura calderwoodi ingår i släktet Pseudonomoneura och familjen Mydidae. Inga underarter finns listade i Catalogue of Life.